# Hrabstwo Steuben (Indiana)

Piramida wieku hrabstwa

Hrabstwo Steuben – hrabstwo w północno-wschodniej części stanu Indiana w Stanach Zjednoczonych. Według spisu ludności w 2000 roku liczba ludności wynosiła 33 214. Powierzchnia hrabstwa wynosi 835 km². Siedzibą administracyjną hrabstwa jest miasto Angola.
Nazwa hrabstwa pochodzi od nazwiska Friedricha Wilhelma von Steuben, pruskiego arystokraty i oficera, bohatera wojny o niepodległość Stanów Zjednoczonych.

## Miasta
- Angola
- Clear Lake
- Fremont
- Hamilton
- Hudson
- Orland